# فيسنتي إنغونغا
فيسنتي إنغونغا (بالإسبانية: Vicente Engonga) مواليد 20 أكتوبر 1965 في برشلونة، هو لاعب كرة قدم إسباني دولي سابق كان يلعب كلاعب وسط. اعتزل اللعب عام 2003 مع كوفنتري سيتي. بدأ مسيرته الرياضية عام 1984. لعب خلال مسيرته 509 مباريات سجل خلالها 14 هدفاً.

## المسيرة الاحترافية

### أندية لعب لها
- سبورتنغ ماهونيس
- ريال بلد الوليد
- سلتا فيغو
- نادي فالنسيا
- ريال مايوركا
- ريال أوفييدو

## روابط خارجية
- فيسنتي إنغونغا على موقع قاعدة بيانات كرة القدم.إي يو (الإنجليزية)
- فيسنتي إنغونغا على موقع ناشيونال فوتبول تيمز (الإنجليزية)
- فيسنتي إنغونغا على موقع Soccerbase.com (لاعب) (الإنجليزية)